# Puerto de Salaverry
Puerto de Salaverry está ubicado en Trujillo, La Libertad. El puerto está ubicado a 8° 13' 27" de latitud sur y 78° 59' 52" de longitud oeste, a una distancia aproximadamente a 14 kilómetros del centro de la ciudad de Trujillo y está muy cerca a la Carretera Panamericana (8 km).
El puerto posee dos muelles que son de atraque directo tipo espigón. El muelle N° 01 tiene 225 m de largo y 25 m de ancho. El muelle N° 02 tiene 230 m de largo y  30 m de ancho. El tipo de construcción es plataforma y pilotes de concreto armado. La administración estuvo a cargo de la Empresa Nacional de Puertos.
El 31 de mayo de 2018 la buena pro de la concesión fue otorgada a Transportadora Salaverry (Grupo Romero). El contrato fue aprobado por el estado mediante una decreto publicado el 12 de julio de 2018 y firmado el 1 de octubre de 2018.
En el 2019, el movimiento portuario en el puerto de Salaverry fue de 1820 TEU ubicándose en el puesto 117 en la lista de actividad portuaria de América Latina y el Caribe.